# 国府町井戸
国府町井戸（こくふちょういと）は、徳島県徳島市の町名。2010年11月の徳島市の調査よる人口は917人、世帯数は341世帯。郵便番号は〒779-3118。

## 地理
徳島市の北西部に位置し、南井上地区に属する。北は国府町花園・国府町東高輪、南は国府町和田・国府町府中、西は国府町日開と接する。鮎喰川左岸の平地農村。鮎喰川デルタファン（三角州状扇状地）に位置し、粘土質表土の下30cmには円爍層が広く分布する。標高4.7〜5.9m。
名方郡条理地割に従って道路・用水路・畦畔が広がる。字城ノ内には薬師寺氏が拠った薬師寺城がある。字北屋敷には四国八十八箇所霊場第十七番札所・井戸寺がある。以西用水の支水路（井戸川）が北に延びる。

### 小字
| - 北屋敷 - 城ノ内 - 高池 | - 高池窪 - 高輪地 - 天満 | - 堂ノ裏 - 八斗地 - 左ケ池 | - 前野 - 南屋敷 - 門道地 |  |

## 歴史
1967年（昭和42年）に名東郡国府町が徳島市に編入され、現在の町名となった。

## 交通

### 道路
都道府県道
- 徳島県道29号徳島環状線
- 徳島県道30号徳島鴨島線

### バス
徳島バス・徳島市営バス
- 井戸

## 施設
- 井戸寺（四国八十八箇所霊場第十七番札所）
- 井上八幡神社
- 徳島市農村環境改善センター
- 附家書店国府店
- パパベル国府店

== 参考文献 ==　
- 『角川日本地名大辞典 36 徳島県』（1986年 ISBN 4040013603）